# Josh Meekings
Josh Meekings (* 2. September 1992 in Bury St Edmunds) ist ein englischer Fußballspieler, der zuletzt beim FC Dundee spielte.

## Karriere
Josh Meekings begann seine Karriere bei Ipswich Town. Im Jahr 2011 wechselte er nach Schottland zum Erstligisten Inverness Caledonian Thistle. Sein Debüt für den Verein, und als Profi gab er am 22. Oktober 2011 gegen Dunfermline Athletic. In der Partie des 12. Spieltags der Saison 2011/12 wurde Meekings für Thomas Piermayr eingewechselt. In der ersten Spielzeit absolvierte er 19 Ligaspiele für Inverness. In den Spielzeiten 2012/13, 2013/14 und 2014/15 war er Stammspieler in der Abwehr. Im Jahr 2015 gewann er mit dem Verein den schottischen Pokal im Finale gegen den FC Falkirk. In der folgenden Saison nahm er mit der Mannschaft am Europapokal teil. Am Ende der Saison 2016/17 stieg der Verein in die zweite Liga ab, woraufhin Meekings zum FC Dundee wechselte.